# Jacques Dauphin
Pour les articles homonymes, voir Dauphin (homonymie).
Jacques Dauphin est un industriel, publicitaire et entrepreneur français. Fondateur et PDG de la société d'affichage Dauphin OTA, il est considéré comme le père de l'affichage moderne. Il est né le 4 juillet 1923 à Paris 11e et décédé le 1er avril 1994 à Saint-Cloud.

## Biographie
Après des études au lycée Condorcet - où il est lauréat du concours général de philosophie - et à la Faculté de droit de Paris, il est licencié en droit, puis diplômé de l'École des hautes études commerciales.
La société Dauphin suspend ses activités d'affichage dans les années 1940 par refus de collaboration avec les Nazis. Jacques Dauphin rouvre les portes de l'entreprise après la libération de Paris de 1944. En août 1944, les premières affiches annonçant la libération sont posées sur les murs de la capitale par les Dauphin, père et fils, qui rouvraient ainsi l'entreprise créée par Eugène Dauphin en 1921. Au fil d'une carrière entièrement menée dans cette entreprise familiale, Jacques Dauphin a vécu toutes les mutations de l'affichage, du collage à même les murs et les palissades aux panneaux standardisés.
Président-directeur général de Dauphin, il est considéré comme le père de l'affichage moderne à travers le développement de l'affichage en réseaux. Il occupe successivement les fonctions de secrétaire général entre 1953 et 1957, de président entre 1957 et 1962, de président délégué entre 1962 et 1965, de président en 1966 et de président d'honneur en 1967 de l´Union des chambres syndicales françaises d´affichage et de publicité extérieure. Il est président entre 1958 et 1966 de la Fédération européenne de la publicité extérieure, Vice-président du bureau de vérification de la publicité et du chapitre français de l´International Advertising Association, vice-président en 1969, et président entre 1972 et 1974, puis président d´honneur de la Chambre économique de la publicité. Enfin, il est coprésident de 1972 à 1975 et de 1983 à 1988, puis président d´honneur de la Fédération nationale de la publicité, Président du troisième congrès mondial de publicité extérieure à Londres en 1972. Enfin, il est membre de la Commission internationale « Publicité distribution » de la Chambre de commerce internationale, et coprésident du Grand prix international de l´affichage. Il a été fait chevalier de la Légion d'honneur et des Arts et des Lettres.
Leader européen de l'affichage publicitaire jusqu'à son rachat par le groupe Clear Channel, la société Dauphin a également développé des activités dans d'autres médias tels que la radio, la télévision et le cinéma. Jacques Dauphin rachète notamment Radio Caraïbes International en 1978 avec son ami le journaliste et sénateur américain Pierre Salinger.
Jacques Dauphin est le fondateur du format 4x3 et des murs peints en France. Il co-fonde l'Académie Nationale des Arts de la Rue (ANAR) en 1975 avec notamment Marcel Bleustein-Blanchet, Maurice Cazeneuve, Christian Chavanon, Paul Delouvrier, Georges Elgozy, Roger Excoffon, Abraham Moles, ou encore André Parinaud. Il est également très actif dans la promotion de l'art et de l'image en général et du cinéma français en particulier. Dauphin OTA est partenaire du festival de Cannes, parrain de la Caméra d'Or et de la foire internationale d'art contemporain. Le groupe Dauphin multiplie les opérations de soutien à la création contemporaine auprès notamment du Jeu de Paume, du Musée d'Art moderne de Paris ou encore des Rencontres de la photographie d'Arles. La société Dauphin, fleuron de l'industrie française et fondatrice de l'affichage en France, a été vendue en 1999 au groupe américain Clear Channel/IHeartMedia.
La société Dauphin, a commissionné et également inspiré de nombreux artistes (Daniel Buren, François Morellet, Christian Boltanski, Yoko Ono etc.) et créateurs (Jean-Charles de Castelbajac) .
La vie et la carrière de Jacques Dauphin, sa personnalité, son leadership, ainsi que sa passion notoire pour la navigation, ont par ailleurs inspiré le réalisateur français Claude Lelouch pour son film Itinéraire d'un enfant gâté et son personnage principal, Sam Lion interprété par Jean-Paul Belmondo.
L'entreprise Dauphin et son fondateur Jacques Dauphin ont fait de l'affichage un art populaire, témoin de son époque, et le média de référence du XXe siècle en Europe.
Jacques Dauphin a un fils, Laurent Dauphin décédé en 1988, et une petite-fille Charlotte née en 1987.
Charlotte Dauphin est une cinéaste et créatrice française. Elle a épousé en 2012 le Comte Charles-Henri de La Rochefoucauld.

## Entretiens
- La France Défigurée - Interview de Jacques Dauphin Institut National de L'Audiovisuel
- “L’affichage est un viol visuel."
- "Nos panneaux sont notre scène, nos tréteaux: nous sommes une entreprise de spectacle" (Réflexions sur le mur peint avec Irène Frain, 1985)[5].
- “L’affichage est l’infanterie de la publicité."
- "La publicité extérieure est extérieure à la publicité.”
- “Or, si l'affiche est une forme brève, dure et dense à la fois, elle doit être, tant par le texte que par l'image, sémantiquement chargée de sens et d'affectivité" (Réflexions sur l' affiche avec Elie Crespi, 1990).

## Distinctions
- Chevalier de la Légion d'honneur
- Chevalier de l'ordre des Arts et des Lettres